# Jimmy Bad Boy
Guillermo Rodríguez Alveo, más conocido como Jimmy Bad Boy (18 de agosto de 1976), es un cantante de reggae panameño. Sus inicios en la música fue a los trece años, cuando cantaba en programas de televisión en Panamá junto a su grupo Los Crazy Boys. Sus padres son Hilda Alveo de Rodríguez y Constantino Rodríguez.

## Carrera musical
Comienza su carrera audicionando con El Chombo en el año 1998. En su estilo predominaban las composiciones románticas. Grabó su primera canción, titulada "El Asesino", que fue lanzada en el disco La Mafia Vol. 2. Debido a la enorme competencia, y a que el estilo de ese momento no giraba en torno a las canciones de estilo romántico, decide retirarse para vivir en Costa Rica. 
No es hasta el año 2004 que nuevamente El Chombo, en calidad de productor y gerente general de Energy Music Corporation, lo contacta para que vuelva a Panamá a grabar en un proyecto para España. En ese momento comenzaron nuevamente a trabajar y nace la canción “Bailando”. De forma inesperada “Bailando” tuvo un éxito rotundo en ese país y el resto de Latinoamérica. El Chombo en ese momento decide darle una nueva imagen. 
Para diciembre del año 2005, completa su primer álbum de estudio que lleva el mismo nombre, Bailando. En el mismo se pueden encontrar éxitos como "Luna Y Estrellas", "Si Pudiera Estar Con Ella", "Movimiento Sabroso", "Márchate", el clásico panameño "Barcos En La Bahía", entre otros.

## Discografía
Álbumes de estudio:
- 2005: Bailando

Sencillos musicales:
- "Menéalo" (2012)
- "Bailando" (2005)
- "Si Pudiera Estar Con Ella" (2005)
- "Movimiento Sabroso" (2005)
- "La Luna Y Las Estrellas" (2005)
- "Mentirosa" (2013)